# Бондарь, Сергей Иванович (футболист)
Сергей Иванович Бондарь (26 апреля 1959, Николаев, Николаевская область, Украинская ССР, СССР) — советский футболист, полузащитник.

## Биография
Воспитанник николаевской ДЮСШ-3. Выступления в командах мастеров начал в 1977 году в составе николаевского «Судостроителя» во второй зоне второй лиги, следующие два года отыграл за одесский СКА. В 1979—1980 годах провёл 42 матча и забил один гол в «Локомотиве», затем вернулся на Украину.
В первой лиге за СКА Одесса и запорожский «Металлург» провёл 83 матча, забил три года.
В 1983 и 1984 года был в составе харьковского «Металлиста», но провёл за команду только три матча на Кубок СССР 1982 года.
Выступления в СССР закончил в 1984 году в команде второй лиги «Зоркий» Красногорск.
В 1986 отправился в расположение ГСВГ, где получил возможность играть в команде третьего дивизиона чемпионата ГДР «Ваккер» (Нордхаузен).
С 1991 до 1995 года играл в командах второго и третьего дивизионов Финляндии и Швеции.
Одновременно с этим в 1992 играл в мини-футбольной команде КСМ-24.
В 2005 году — тренер школы ФК «Москва». Выступает за «Локомотив» в ветеранских соревнованиях, Был главным тренером команды ФШ «Локомотив» 1997 г. р.. Позже — главный тренер ФШ «Строгино» 1997 г. р.